# Antiracotis sinuosa
Antiracotis sinuosa là một loài bướm đêm trong họ Geometridae.